# 和田貴史
和田 貴史（わだ たかふみ、1979年2月8日 - ）は、日本の作曲家、編曲家、音楽プロデューサー。株式会社Dimension Cruise代表。

## 略歴
千葉県出身。東京コンセルヴァトアール尚美 作曲部門 卒業。作曲を栗山和樹に師事する。
専門学校の在学中にアルバイトとしてゲーム製作会社へ入社、その後正社員として同社へ登用される。ゲーム会社の退社後は、日音アーティストへ所属し、作編曲や、シンセサイザーのマニピュレーションなどをフリーで行う傍らで、専門学校の在学中に出会った栗山和樹のアシスタントを勤め、映像音楽の作曲法やスタジオワークを学ぶ。
2006年6月8日に株式会社DimensionCruiseを設立。
2013年にオーディオライターの橋爪徹とともに、ハイレゾ音楽制作ユニット「Beagle Kick」を結成。
2022年には、自身のソロアーティストプロジェクト「John Harmony's Garden」で、1stシングル『Can't Stop Loving You (feat.TAKERU)』をリリースした。

## 人物
自身のYouTubeチャンネル「作曲家・和田貴史の庭」において、音楽制作に関する動画を投稿しており、チャンネル登録者数は2023年2月28日時点で3.4万人を超えている。

## 主な参加作品

### 映画
- ベルナのしっぽ（2006年）
- 水霊 ミズチ（2006年）
- イエスタデイズ（2008年）
- 七つの大罪 天空の囚われ人（2018年）

### テレビドラマ
- RESCUE〜特別高度救助隊（2009年、TBS）
- BOSS（2009年、フジテレビ）
- 火の魚（2009年、NHK総合）
- マイガール（2009年、テレビ朝日）※澤野弘之と共同
- まっすぐな男（2010年、フジテレビ）※澤野弘之と共同
- タンブリング（2010年、TBS）
- 天使のわけまえ（2010年、NHK）
- ハードナッツ! 〜数学girlの恋する事件簿〜（2013年、NHK）
- いつか陽のあたる場所で（2013年、NHK）※澤野弘之と共同
- ザ・ラスト・ショット（2014年、NHK）
- ガッタン ガッタン それでもゴー（2015年、NHK）
- うつ病九段（2020年、NHK BSプレミアム）

### テレビ番組
- こんにちはいっと6けん（2009年、NHK首都圏放送センター）
- 情報聖戦～アルカイダ　謎のメディア戦略～（2004年、NHK総合）
- NHK BSニュース（2004年、NHK-BS1）
- ドキュメント挑戦（2008年、NHK総合）
- 時短生活ガイドSHOW（2009年、TBS）
- 政策討論 われらの時代（2011年、BS-TBS）
- ニューステラス関西（2012年、NHK）
- NHKスペシャル 原発事故 100時間の記録（2012年、NHK総合）
- NHKスペシャル 3．11 あの日から2年 メルトダウン 原子炉冷却の死角（2013年、NHK総合）
- NHKニュース（2011年 - 2020年、NHK総合）
- NHKスペシャル 巨大災害 MEGA DISASTER 地球大変動の衝撃（2014年、NHK総合）
- 京都　秋のいろ（2014年、NHK総合）
- NHKスペシャル 巨大危機MEGA CRISIS（2015年、NHK総合）
- NHKスペシャル 巨大危機MEGA CRISIS2（2017年、NHK総合）
- ニュース クマロク！（2017年、NHK熊本）
- ニュース まるっと！（2018年、NHK名古屋・三重・岐阜）

### アニメ
- RIDEBACK（2009年、独立UHF局）
- 学園黙示録 HIGHSCHOOL OF THE DEAD（2010年、独立UHF局）[8]
- 七つの大罪（2015年）※澤野弘之と共同
- 終わりのセラフ（2015年）
- テラフォーマーズ リベンジ（2016年）
- 七つの大罪 神々の逆鱗（2019年）※澤野弘之と共同
- サラリーマンが異世界に行ったら四天王になった話（2025年）[9]

### ゲーム
- つなげてポン!カラー（1999年、SNK、NPC）
- SNK GALS' FIGHTERS（2000年、SNK、NPC）
- ビッグバンプロレス NPC（2000年、SNK、NPC）
- ぼくのキャンプ場（2000年、ナグザット、GBC）
- マイティパン（2000年、カプコン、AC）
- ファイヤープロレスリングD（2001年、スパイク、DC）
- ヤンヤカバジスタ featuring Gawoo（2001年、コーエー、PS2）
- パズループ２（2001年、カプコン、AC）
- 長江（2001年、カプコン、AC）
- 幻夢館 〜愛欲と凌辱の淫罪〜（2002年、aias、Windows）
- 頭文字D AnotherStage（2002年、サミー、GBA）
- 爆走デコトラ伝説　男花道夢浪漫（2003年、スパイク・パオン、PS2）
- THE WILD RINGS（2003年、マイクロソフト、Xbox）
- -どこでもいっしょ- 私なえほん（2003年、ソニー・コンピュータエンタテインメント、PS2）
- ファイヤープロレスリングZ（2003年、スパイク、PS2）
- After...（2003年、Ciel、Windows）
- あしたのジョー～まっ白に燃え尽きろ!～（2003年、コナミ、PS2）
- あしたのジョー～まっ赤に燃え上がれ!～（2003年、コナミ、GBA）
- 金色のガッシュベル!! うなれ!友情の電撃（2003年、バンプレスト、GBA）
- 真章 幻夢館（2004年、Ciel、Windows）
- 喧嘩番長（2005年、スパイク、PS2）
- 影牢II -Dark illusion-（2005年、テクモ、PS2）
- ファイプロ・リターンズ（2005年、スパイク、PS2）
- 叔母の寝室（2006年、パズルボックス、Windows）
- 喧嘩番長2 フルスロットル（2007年、スパイク、PS2）
- DSセラピー（2007年、ディンプル、DS）
- アルカノイドDS（2007年、タイトー、DS）
- JAWA（ジャワ）～マンモスとヒミツの石～（2008年、スパイク、Wii）
- SPACE INVADERS GET EVEN～逆襲のスペースインベーダー～（2008年、タイトー、Wii）
- フォルト!!（2009年、Ciel、Windows）
- モンスターハンタークロス（2015年、カプコン 3DS）（編曲）

### ラジオ
- FMシアター 尋ね人（2016年、NHK-FM放送）
- FMシアター 雨のリズム（2017年、NHK-FM放送）
- FMシアター ステップを聴かせて（2017年、NHK-FM放送）
- 新日曜名作座　マカン・マラン（2018年、NHK-FM放送）
- FMシアター 満天のゴール（2018年、NHK-FM放送）
- FMシアター やわはだ（2018年、NHK-FM放送）
- FMシアター ごらん花々の彩りを（2019年、NHK-FM放送）

### その他
- Thunderbolt Fantasy 東離劍遊紀2（2018年）※澤野弘之と共同